# Enon (Ohio)
Enon és una població dels Estats Units a l'estat d'Ohio. Segons el cens del 2000 tenia 2.638 habitants.

## Demografia
Segons el cens del 2000, Enon tenia 2.638 habitants, 1.118 habitatges, i 799 famílies. La densitat de població era de 765,8 habitants/km².
Dels 1.118 habitatges en un 26,4% hi vivien nens de menys de 18 anys, en un 61,4% hi vivien parelles casades, en un 7,3% dones solteres, i en un 28,5% no eren unitats familiars. En el 25,6% dels habitatges hi vivien persones soles el 10,2% de les quals corresponia a persones de 65 anys o més que vivien soles. El nombre mitjà de persones vivint en cada habitatge era de 2,36 i el nombre mitjà de persones que vivien en cada família era de 2,82.
Per edats la població es repartia de la següent manera: un 20,5% tenia menys de 18 anys, un 7% entre 18 i 24, un 23,3% entre 25 i 44, un 32,8% de 45 a 60 i un 16,4% 65 anys o més.
L'edat mediana era de 44 anys. Per cada 100 dones de 18 o més anys hi havia 96 homes.
La renda mediana per habitatge era de 58.966 $ i la renda mediana per família de 69.196 $. Els homes tenien una renda mediana de 45.335 $ mentre que les dones 28.872 $. La renda per capita de la població era de 29.537 $. Aproximadament el 2,4% de les famílies i el 2,8% de la població estaven per davall del llindar de pobresa.

## Poblacions més properes
El següent diagrama mostra les poblacions més properes.